# 道の駅伊万里
道の駅伊万里（みちのえき いまり）は、佐賀県伊万里市にある国道202号の道の駅である。

## 概要
佐賀県3番目の道の駅。
伊万里市と唐津市の両中心部をつなぐ国道202号沿いにある道の駅。1990年（平成2年）に前身施設である伊万里ふるさと村が開業。多い時は年間30万人が訪れたが、西九州自動車道（無料区間）が開通して国道の交通量が減ったことから、近年は10万人を切るまでに減少しており、2025年（令和7年）3月28日にリニューアルオープンした。

## 歴史
- 1990年（平成2年） - 前身施設である伊万里ふるさと村開業[1][2][3]。
- 1995年（平成7年）
  - 4月11日 - 道の駅第8回登録において、「道の駅伊万里」として登録[1][2][3]。
  - 10月 - 開駅。
- 2025年（令和7年）3月28日 - リニューアルオープン[1][2][3]。

## 施設
- 駐車場
  - 普通車：62台
  - 大型車：5台
  - 身体障がい者用：2台
- トイレ （いずれも24時間利用可能）
  - 男：大 3器、小 5器
  - 女：7器
  - 身体障がい者用：1器
- 公衆電話
- 郵便ポスト（伊万里郵便局）
- レストラン「るーらる」（11:00 - 22:00、平日15:00 - 17:00は準備中）
- 体験館（10:00 - 17:00）
- ふるさと村

## 休館日
- 毎週水曜日（ふるさと村のみ第3水曜日）
- 年末年始

## アクセス
- 国道202号 - 登録路線
  - 佐賀県道32号伊万里畑川内厳木線
- バス：伊万里ふるさと村（昭和自動車） - 徒歩で約1分

## 周辺
- 徳須恵川
- 伊万里市立南波多郷学館
- 白山神社
- 新久田城跡（城山） - 西南西方向に600 mほどにある。